# AFC Solidarity Cup
AFC Solidarity Cup (tạm dịch: Cúp Đoàn kết AFC) là một giải đấu bóng đá từng do Liên đoàn bóng đá châu Á (AFC) tổ chức dành cho các đội tuyển quốc gia có trình độ yếu nhất trong liên đoàn. Những đội tuyển bị loại ở vòng loại thứ nhất FIFA World Cup và AFC Asian Cup có ít cơ hội thi đấu chính thức, giải đấu được tạo ra để tăng sự cạnh tranh cho các nền bóng đá còn yếu. Giải đấu là sự thay thế cho AFC Challenge Cup.
Thể thức thi đấu bao gồm 8 đội tuyển quốc gia, với tối thiểu 3 trận đấu cho mỗi đội tuyển. Lần đầu tiên đã diễn ra vào tháng 11 năm 2016 và lần thứ hai dự định được tổ chức vào tháng 9 năm 2020 đã bị hủy bỏ do COVID-19. Tháng 11 năm 2023, AFC quyết định khai tử giải đấu. Nepal là nhà vô địch duy nhất của giải.

## Kết quả
| Năm           | Chủ nhà  | Chung kết | Chung kết | Chung kết | Tranh hạng ba | Tranh hạng ba | Tranh hạng ba | Số đội tham dự |
| Năm           | Chủ nhà  | Vô địch   | Tỉ số     | Á quân    | Hạng ba       | Tỉ số         | Hạng tư       | Số đội tham dự |
| ------------- | -------- | --------- | --------- | --------- | ------------- | ------------- | ------------- | -------------- |
| 2016 Chi tiết | Malaysia | · Nepal   | 1–0       | · Ma Cao  | · Lào         | 3–2           | · Brunei      | 7              |

### Các đội tuyển quốc gia thành công
| Đội tuyển | Vô địch  | Á quân   | Hạng ba  | Hạng tư  |
| --------- | -------- | -------- | -------- | -------- |
| Nepal     | 1 (2016) |          |          |          |
| Ma Cao    |          | 1 (2016) |          |          |
| Lào       |          |          | 1 (2016) |          |
| Brunei    |          |          |          | 1 (2016) |

### Vô địch theo khu vực
| Liên đoàn (Khu vực) | Vô địch | Số lần |
| ------------------- | ------- | ------ |
| EAFF (Đông Á)       |         |        |
| WAFF (Tây Á)        |         |        |
| CAFA (Trung Á)      |         |        |
| AFF (Đông Nam Á)    |         |        |
| SAFF (Nam Á)        | Nepal   | 1 lần  |

## Các đội tham dự
Chú giải
| - 1st — Vô địch - 2nd — Á quân - 3rd — Hạng ba - 4th — Hạng tư - SF — Bán kết | - QF — Tứ kết - GS — Vòng bảng - Q — Được vượt qua vòng loại cho giải đấu sắp tới - × — Không tham dự; rút lui; bị cấm - ‡ — Giải đấu đã không có sẵn cho quốc gia năm đó |

Với mỗi giải đấu, số lượng các đội trong mỗi vòng chung kết được hiển thị ở bảng dưới đây.
| Đội tuyển  | 2016 | 2020 (hủy) | 2024 | Số năm |
| ---------- | ---- | ---------- | ---- | ------ |
| Bangladesh | ×    | x          |      | 0      |
| Bhutan     | ‡    | x          |      | 0      |
| Brunei     | 4th  | x          |      | 1      |
| Lào        | 3rd  | x          |      | 1      |
| Ma Cao     | 2nd  | x          |      | 1      |
| Mông Cổ    | GS   | x          |      | 1      |
| Nepal      | 1st  | x          |      | 1      |
| Pakistan   | ×    | x          |      | 0      |
| Sri Lanka  | GS   | x          |      | 1      |
| Đông Timor | GS   | x          |      | 1      |

## Thống kê chung
Tính đến năm 2016, các đội tuyển trong chữ đậm được vượt qua vòng loại cho giải đấu tiếp theo.
| Hạng | Đội tuyển  | Số lần | St | T | H | B | BT | BB | HS | Đ  |
| ---- | ---------- | ------ | -- | - | - | - | -- | -- | -- | -- |
| 1    | Nepal      | 1      | 4  | 2 | 2 | 0 | 6  | 2  | +4 | 8  |
| 2    | Ma Cao     | 1      | 5  | 2 | 2 | 1 | 8  | 5  | +3 | 8  |
| 3    | Lào        | 1      | 5  | 3 | 1 | 1 | 11 | 9  | +2 | 10 |
| 4    | Brunei     | 1      | 4  | 1 | 1 | 2 | 7  | 7  | 0  | 4  |
| 5    | Mông Cổ    | 1      | 3  | 1 | 0 | 2 | 3  | 5  | -2 | 3  |
| 6    | Sri Lanka  | 1      | 3  | 0 | 1 | 2 | 2  | 5  | -3 | 1  |
| 7    | Đông Timor | 1      | 2  | 0 | 1 | 1 | 0  | 4  | -4 | 1  |

Quần đảo Bắc Mariana tham dự AFC Solidarity Cup lần đầu của họ sau khi được sự chấp thuận của AFC để tham gia (Quần đảo Bắc Mariana là một thành viên liên kết của AFC).

### Cầu thủ ghi bàn hàng đầu mọi thời đại
| Bàn thắng | Cầu thủ                 | Đại diện |
| --------- | ----------------------- | -------- |
| 4         | Shahrazen Said          | Brunei   |
| 4         | Xaisongkham Champathong | Lào      |
| 4         | Niki Torrão             | Ma Cao   |
| 2         | Azwan Ali Rahman        | Brunei   |
| 2         | Khamphanh Sonthanalay   | Lào      |
| 2         | Sitthideth Khanthavong  | Lào      |
| 2         | Leong Ka Hang           | Ma Cao   |
| 2         | Naranbold Nyam-Osor     | Mông Cổ  |
| 2         | Bimal Magar             | Nepal    |